# Óscar Alzamora Revoredo
Óscar Julio Alzamora Revoredo S. M.   (Lima, Perú, 11 de enero de 1929-ibidem, 19 de mayo de 1999), fue un sacerdote marianista peruano, Obispo de Tacna y Obispo Auxiliar de Lima.

## Biografía
Óscar Alzamora hizo sus estudios escolares, primero en el Colegio Sagrados Corazones Recoleta y luego en el Santa María culminando en 1945. Después ingresó a la antigua Escuela de Ingenieros (hoy Universidad Nacional de Ingeniería) donde se graduó de arquitecto en 1953. Hizo estudios de filosofía, teología y sociología en Suiza, Francia y Estados Unidos.
Autor de varios libros, colaboró en revistas nacionales e internacionales y con artículos en diversos diarios como en las páginas de Opinión y Religión de El Comercio de Lima.

### Sacerdocio
Llevado por su devoción a la Virgen María y su vocación al sacerdocio ingresa a la Sociedad de María. Fue ordenado sacerdote el 29 de marzo de 1963 por el Cardenal Juan Landázuri Ricketts. Trabajó en la Parroquia Santa María Reina de San Isidro.
También fue docente de la Pontificia Universidad Católica del Perú, y luego de la Facultad de Teología, Pontificia y Civil de Lima así como en el Instituto Superior de Estudios Teológicos.

### Episcopado
Fue elegido Obispo de Tacna y Moquegua por el Santo Padre Juan Pablo II  el 16 de diciembre de 1982 y consagrado el 25 de marzo de 1983. Fue Presidente de la Comisión Episcopal de Educación. El 13 de febrero de 1991 es trasladado al Arzobispado de Lima.
En 1998, siendo presidente de la Comisión ad hoc de la Mujer de la Conferencia Episcopal Peruana, publicó La ideología de género. Sus peligros y alcances, donde se muestra crítico con las reivindicaciones feministas, LGBT y de género, considerándolas un «ataque a la religión».
Nombrado Obispo emérito de Tacna y Moquegua, falleció el 19 de mayo de 1999, en la ciudad de Lima. Fue un hombre que vivió en la sencillez, dotado de una sólida fe y poseedor de una amplia cultura.

## Obras
- Misterio de salvación.
- Guía introductoria para la vida espiritual.
- La Iglesia ante lo social, Colec. Vida y Espiritualidad, Lima, 1991, 74 pp.
- La Iglesia como tarea, Una reflexión pastoral, Lima, 1996.
- La ideología de género: sus peligros y alcances, Lima, 1998, 37 pp.